# 감정가 (심리학)
감정가(感情價, Valence) 혹은 쾌락조(hedonic tone)는 특정한 사건, 대상, 상황마다 고유하게 가지고 있는 이끌림(attractiveness)/좋음(goodness) 즉 정적 감정가(positive valence), 혹은 싫어함(averseness)/나쁨(badness) 즉 부적 감정가(negative valence)라는 정동(affect)에 관한 것을 말한다. 또한 특정 정서(emotion)의 특성을 이루고 범주화한다. 예를 들어, 흔히 '부적(negative)'이라고 지칭되는 분노(anger)나 공포(fear)와 같은 정서는 부적 감정가(negative valence)를 갖는다. 기쁨(joy)은 정적 감정가(positive valence)를 갖는다. 정적 감정가를 갖는 정서는 정적 감정가를 갖는 사건, 사물, 상황에 의해 환기된다. 또한 감정가는 감정(feeling), 정동(affect), 접근(approach)이나 회피(avoidance)와 같은 특정 행동, 목표 달성(goal attainment) 혹은 실패(nonattainment), 규율 준수(conformity with norms) 혹은 규율 위반(violation of norms)의 쾌락조(hedonic tone)를 설명하는데 사용된다.
양가감정(ambivalence)은 정적 감정가보유체(valence-carrier)와 부적 감정가보유체 간의 대립으로 볼 수 있다.
인간의 정동, 판단(judgment), 선택(choice)에 관한 연구에 있어 감정가를 근거로 접근하는 연구자들은 같은 감정가를 갖는 정서(분노와 공포, 자부심과 놀람)는 판단과 선택에 있어 유사한 영향력을 낳는다고 본다.
고통(suffering)은 부적 감정가(negative valence)이며 반대는 기쁨(pleasure) 혹은 행복(happiness)이다. 고통은 모든 불쾌한 정서를 말한다.

## 용어
Valence라는 용어는 1935년 쿠르트 레빈(Kurt Lewin)의 저서에서 독일어 Valenz를 번역하여 영어에 도입한 것이다. Valenz는 "엮이다(binding)"라는 뜻이다. 문법 용어로는 한 단어가 의미론적 통사론적으로 다른 단어와 연결되는 능력, 특히 한 동사가 여러 주어와 목적어 등을 가지고 완벽한 하나의 문장을 만드는 능력을 의미한다. 자연과학에서는 원자가 다른 원자와 결합하는 기제를 설명하는 데 사용되며 이때는 한국어로 "원자가(原子價)"라고 번역한다.

## 정서의 기준
감정가는 정서(emotion)에 대한 정의에 사용되는 기준 중 하나이다. 놀람(surprise)을 정서에서 제외시키는 이유로 감정가가 없다는 것을 들기도 한다. 반면 일부는 놀람을 정서에 포함시킨다.

## 측정
감정가는 숫자가 부여될 수 있으며 측정되는 것처럼 다뤄지기도 하지만, 주관적 보고서에 기반한 측정의 타당성에 대해서는 의문이 제기된다. 얼굴 활동 코딩 시스템(Facial Action Coding System)과 미세표현(microexpression)(폴 에크먼Paul Eckman 참조)을 이용한 표정 관찰에 기반한 측정, 혹은 얼굴 근전도검사(facial electromyography) 혹은 뇌영상(brain imaging)을 통해 탐측되는 근육 활동을 이용한 측정은 이러한 반대 의견을 무마시킨다. 정서적 감정가(emotional valence)는 우측후방 상측두구(right posterior superior temporal sulcus)와 내측 전전두피질(medial prefrontal cortex)에 표현된다.

## 같이 보기
- 낙관적 편향
- 수 (불교)